# سعد الغفري
سعد الغفري ممثل سوري.

## عن حياته
حصل علي جازة من المعهد العالي للفنون المسرحية قسم التمثيل عام 2005.أول أدواره التلفزيونية كان في العام 2004 حينما شارك بمسلسل «العودة القاتلة»، بإدارة المخرج غسان جبري. الأعمال المسرحية: - 2005 عرض «مذكرات رجل نعرفه جداً» إخراج غسان مسعود. - 2005 عرض «حلم ليلة صيف» إخراج فايز قزق. - 2007 عرض «وعكة عابرة» إخراج فايز قزق. - 2009 عرض «أوضة سورية» إخراج علا الخطيب.شارك الفنان سعد الغفري بالعديد من الأعمال التلفزيونية منها: - مسلسل «ذكريات الزمن القادم» - 2003 - للكاتبة ريم حنا وللمخرج هيثم حقي. مسلسل «المؤودة»- 2004 - من تأليف مروة عبيد وإخراج ثائر موسى. مسلسل «العودة القاتلة» تأليف وسيناريو أحمد يوسف داود، إخراج غسان جبري.

## أعماله

### في التمثيل
- حلاوة الروح
- باب الحارة 7
- العبور
- حدث في دمشق
- الهروب
- حضارة العرب

### في المسرح
- ليلة القتلة

## روابط خارجية
- سعد الغفري على موقع قاعدة بيانات الأفلام العربية